# Ханс, Курт
Фридрих Вильгельм Курт Ханс (нем. Friedrich Wilhelm Kurt Hans; 14 апреля 1911, Бармен, Германская империя — 20 октября 1997, Вупперталь, Германия) — гауптштурмфюрер СС, руководитель части зондеркоманды 4a в составе айнзацгруппы C, осуждённый военный преступник.

## Биография
Курт Ханс был седьмым ребёнком в семье столяра Роберта Ханса. Посещал в Бармене народную школу, с 1924 года среднюю школу, которую окончил в 1930 году, сдав экзамены на аттестат зрелости. Впоследствии несколько семестров изучал горные науки в Тюбингене и Кёльне, но весной 1932 года ему пришлось прекратить учёбу в связи с банкротством предприятия отца. В то время Ханс благодаря случайным заработкам поддерживал существование своей семьи. В 1933 году устроился на работу в городскую сберкассу в Вуппертале.
С 1 июня 1931 по 1 августа 1933 года состоял в Штрумовых отрядах (СА). 1 марта 1932 года вступил в НСДАП (билет № 1014830). В январе 1934 года поступил на службу в уголовную полицию в Вуппертале. В феврале 1937 года стал кандидатом на должность комиссара уголовной полиции, а после прохождения учебного курса в офицерской школе полиции безопасности в Шарлоттенбурге 9 февраля 1940 года ему было присвоено звание комиссара уголовной полиции. С марта 1936 по сентябрь 1938 года был партийным судьёй окружного суда НСДАП. В июле 1938 года был зачислен в ряды СС. С февраля 1940 года проходил курс по подготовке к службе в партийных и государственных органах и начал изучать право в университете Кёльна. В 1941 году продолжил учёбу в университете Франкфурта-на-Майне.
С мая по октябрь 1941 года был командиром части зондеркоманды 4a айнзацгруппы C. Ханс принимал непосредственное участие в массовых убийствах в Луцке, Житомире и Радомышле. 29 и 30 сентября 1941 года во время массового убийства в Бабьем Яру вёл наблюдение за расстрельными командами. Кроме того, Ханс участвовал в проведении экспериментов с использованием взрывчатки на советских военнопленных в Житомире. В октябре 1941 года вернулся в Берлин и для прохождения практики был направлен в уголовную полицию в Мёнхенгладбахе, где стал заместителем начальника. В июне 1944 года стал руководителем уголовной полиции в Вюрцбурге.

### После войны
В начале апреля 1945 года Хансу удалось бежать вместе с семьёй из Вюрцбурга и временно скрыться. В мае 1945 года он был арестован американскими оккупационными войсками. В сентябре 1945 года был доставлен в лагерь для интернированных в Дахау. В августе 1946 года Хансу было предъявлено обвинение в участии в расстреле четырех американских летчиков под Руппертсхюттеном 12 сентября 1944 года, однако 24 августа 1946 года он был оправдан. После этого началось новое расследование. 18 августа 1947 года Хансу было предъявлено обвинение в нарушении законов и обычаев войны и в участии в расстреле британского летчика под Зоммерхаузеном, совершённым 18 марта 1945 года. По этому обвинению 10 октября 1947 года он был приговорён к смертной казни через повешение американским военным трибуналом в Дахау. В январе 1951 года смертный приговор был заменён на пожизненное заключение. 4 октября 1954 года был освобождён из Ландсбергской тюрьмы. После освобождения работал экономистом по страхованию в одной из кампаний Вупперталя. 25 мая 1965 года был арестован. 2 октября 1967 года начался судебный процесс в земельном суде Дармштадта по делу о преступлениях, совершенных зондеркомандой 4a на оккупированной территории Украины. Ханс был одним из 10 обвиняемых на этом процессе. 29 ноября 1968 года за пособничество в убийстве в 5 случаях он был приговорён к 11 годам заключения в тюрьме строгого режима.